# Jiang Ranxin
Ranxin Jiang (姜冉馨S; 2 maggio 2000) è una tiratrice a segno cinese, vincitore di due medaglie alle Olimpiadi di Tokyo 2020.

## Palmarès
- Giochi olimpici

Tokyo 2020: bronzo nella pistola 10 metri aria compressa individuale e oro in quella a squadre mista